# Quadrelle
Quadrelle – miejscowość i gmina we Włoszech, w regionie Kampania, w prowincji Avellino.
Według danych na 1 stycznia 2022 roku gminę zamieszkiwało 1801 osób (896 mężczyzn i 905 kobiet).